# Алелюнайте-Янковска, Реда
Реда Алелюнайте-Янковска (лит. Reda Aleliūnaitė-Jankovska; род. 24 января 1973, Каунас) — советская и литовская баскетболистка, выступавшая в амплуа тяжелого форварда и центрового. Чемпионка Европы 1997, награждена Орденом Великого князя Литовского Гядиминаса.

## Биография
Реда Алелюнайте-Янковска выпускница спортивной школы города Каунас. Начало своих шагов в профессиональном баскетболе Реда сделала в каунасском «Бангос». В 1995 году баскетболистка выступает за национальную сборную Литвы на чемпионате Европы в Чехии, где была самая юная в команде (22 года). В том розыгрыше Реда вышла на площадку в двух играх, набрав всего 2 очка. После окончания европейского первенства Алелюнайте покидает Литву и начинает играть за рубежом.
В 1997 году Реда снова в составе сборной на чемпионате Европы в Венгрии, где сыграла во всех матчах чемпионата: 12,9 минуты в среднем проводила на площадке, набрала 2,1 очка, сделав 1,9 подбора. В финальном матче со сборной Словакией она показала свою лучшую игру на первенстве — за 24 минуты набрала 9 очков и сделала 7 подборов. В дальнейшем Алелюнайте-Янковска играла на двух чемпионатах Европы (1999 и 2001), участница «мирового форума» 1998 года в Германии. Последний свой матч за сборную Литвы баскетболистка провела 24 ноября 2001 года против Чехии, в рамках квалификации к чемпионату Европы — 2003.
За 15 лет, проведенных в Европе, Реда поменяла пять стран (Польша, Словакия, Турция, Италия и Франция), итогом её карьеры стала победа в итальянском первенстве, серебряные медали польского и французского чемпионата. Также в составе стамбульского «Галатасарая» Алелюнайте-Янковска завоевала бронзовую медаль Евролиги ФИБА. Последние свои сезоны (7) Реда выступала за польский «АЗС».

### Статистика выступлений за сборную Литвы (средний показатель)
| Сборная | Сезон | Место | Чемпионат | Чемпионат | Чемпионат | Чемпионат |
| Сборная | Сезон | Место | Игр       | Очк       | Подб      | Перед     |
| ------- | ----- | ----- | --------- | --------- | --------- | --------- |
| ЧМ      | 1998  | 6     | 6         | 1,0       | 0,8       | 0,2       |
| ЧЕ      | 1995  | 5     | 2         | 1,0       | 1,5       | 0         |
| ЧЕ      | 1997  | 1     | 8         | 2,1       | 1,9       | 0         |
| ЧЕ      | 1999  | 6     | 6         | 3,3       | 2,8       | 0,5       |
| ЧЕ      | 2001  | 4     | 4         | 2,6       | 3,8       | 0,8       |

## Достижения
- Чемпион Европы: 1997
- Бронзовый призёр Евролиги: 1999
- Чемпион Италии: 2000
- Серебряный призёр чемпионата Франции: 2002
- Серебряный призёр чемпионата Польши: 2004